# (35060) 1986 QG3
1986 QG3 (asteroide 35060) é um asteroide da cintura principal. Possui uma excentricidade de 0.14951110 e uma inclinação de 5.12879º.
Este asteroide foi descoberto no dia 29 de agosto de 1986 por Henri Debehogne em La Silla.